# 齊藏珍
齐藏珍（？—957年7月1日），五代十国后周官员。
齐藏珍年轻时历任内职，官至诸卫将军。前后在外监军督战，办事干练，但是残忍刻薄，能言善辩。广顺年间，奉命至滑州界巡护河堤，因为懈怠导致河决，除名，留配沙门岛。周世宗即位前在西班时，与齐藏珍同列，听其谈论，分析世务，有可采之处。即位后，将他征还。攻打后蜀收复秦、凤，令他监督偏师。用兵南唐，再任监护，与军校何超领兵攻下光州。齐藏珍隐藏官物很多，何超以为不可，齐藏珍不畏王法，说：“沙门岛已有屋数间，不妨再去。”世宗攻破紫金山寨，追唐军至涡口，与齐藏珍言及或省的情况。齐藏珍说：“陛下神武之功，近代无比，于文德则未光。”世宗问他扬州之事，齐藏珍说：“扬州地实卑湿，食物多腥腐。臣去年在那里，人们以鳝鱼给臣吃，看见它在盘中虬屈，如蛇虫之状，假使鹳雀有灵性，也不会吃，何况于人。”一天又奏：“唐景思已为刺史，臣还没有蒙获圣泽。”世宗命他为濠州行州刺史。张永德与李重進不和，齐藏珍游说李重进，周军从寿阳回兵，诸将告发齐藏珍德言论。世宗大怒，急召他入京。显德四年六月初二丁巳日（957年7月1日），以其冒称检校官的罪责，将其处决。